# Nguyễn Ngọc Lạc
Nguyễn Ngọc Lạc (1930 – 2017) là một Sĩ quan kỹ thuật Quân đội nhân dân Việt Nam, hàm Đại tá, nguyên Trưởng phòng Ra-đa – Tên lửa (nay thuộc Cục Kỹ thuật Binh chủng) thuộc Cục Quân khí, Quân đội nhân dân Việt Nam. Ông được ghi nhận là người có công chính trong việc sửa chữa và cải tiến loại radar K860 do Trung Quốc sản xuất dùng cho pháo cao xạ tầm trung 57mm, vốn đã lạc hậu vào thời điểm 1972, nhằm hỗ trợ cho hệ thống SAM-2 có thể vượt qua các biện pháp gây nhiễu tấn công trực tiếp vào đội hình B52 trong trận tập kích Hà Nội Linebacker II.

## Cuộc đời
Nguyễn Ngọc Lạc sinh năm 1930, quê quán tại xã Mỹ Thọ, huyện Bình Lục, tỉnh Hà Nam. Năm 15 tuổi, ông tham gia phong trào Việt Minh, làm chiến sỹ liên lạc Đại đội 2, Tiểu đoàn 3 chiến đấu bảo vệ nơi làm việc của Chính phủ tại Hà Nội. Sau ngày Toàn quốc kháng chiến, ông được cử đi học trường Quân giới, sau đó được phân công đi nhận vũ khí, lái xe kéo pháo từ Trung Quốc về phục vụ chiến dịch Điện Biên Phủ. 
Sau khi chính phủ Việt Nam Dân chủ Cộng hòa kiểm soát miền Bắc, ông được cử đi học ở Trung Quốc 4 năm về vũ khí tên lửa, ra đa. Về nước, ông được phân về công tác tại Cục quân khí và theo học hàm thụ Đại học Bách khoa để lấy bằng Kỹ sư. Dù được đào tạo ở Trung Quốc 4 năm, ông vẫn tự học thêm tiếng Nga để đọc và dịch các tài liệu kỹ thuật tiếng Nga lúc bấy giờ. Ông phục vụ quân đội trong vai trò kỹ sư ở Cục Quân khí cho đến khi về hưu năm 1989 với quân hàm Đại tá, chức vụ Trưởng phòng Ra-đa – Tên lửa, Cục Quân khí, Quân đội nhân dân Việt Nam.
Ông qua đời ngày 11 tháng 2 năm 2017 tại Hà Nội.

## Đóng góp trong trậnĐiện Biên Phủ trên không
Cuối năm 1972, Xưởng Quân giới, Cục Quân khí, Quân chủng Phòng không – Không quân, tiếp nhận một số rađa K860 của Trung Quốc về để sửa chữa do cả hai băng sóng 1 (10cm) và 2 (3cm) đều hỏng. Đây là loại ra-đa có băng sóng 10cm và băng sóng 3cm vốn được trang bị đồng bộ cho pháo cao xạ tầm trung 57mm. Trong đó, băng sóng 10cm là băng sóng tiêu chuẩn điều khiển các thiết bị phòng không, bao gồm cả hệ thống SAM-2, đã được phía Mỹ nghiên cứu kỹ và đưa ra các biện pháp phá nhiễu hiệu quả, vô hiệu hóa và phản kích lại các biện pháp phòng không chống lại không lực Mỹ, dẫn đến việc giữa năm 1972, khi không quân Mỹ tập kích vào Hải Phòng và Hà Nội, các hệ thống tên lửa phòng không đều không thể phát huy tác dụng.
Tuy nhiên, đối với băng sóng 3cm, phía Mỹ hoàn toàn không đề phòng và không chuẩn bị các biện pháp vô hiệu cũng như phản kích. Về phía Việt Nam, các ra-đa hoạt động ở băng sóng 3cm đều đã bị hỏng. Các chuyên gia Trung Quốc dù đã mất nhiều công sức sửa chữa nhưng đều bất lực. Ông Nguyễn Ngọc Lạc, bấy giờ mang cấp bậc Thượng úy, Kỹ sư thuộc Phòng Vũ khí Phòng không của Cục Quân khí, đã cùng với các đồng nghiệp, đã tìm hiểu và phát hiện nguyên nhân băng sóng 3cm không hoạt động là do mạch điện bị đấu nối sai. Sau khi sửa chữa, ông cùng các đồng chí cũng cải tiến thiết bị, biến hệ thống rađa K860 vốn được trang bị đồng bộ cho pháo cao xạ tầm trung 57mm, đã có thể hỗ trợ hệ thống tên lửa phòng không SAM-2 có thể khắc phục các biện pháp nhiễu và tấn công trực tiếp B52. Các kết quả nghiên cứu cải tiến của ông đã được Bộ tư lệnh Phòng không không quân đã nhanh chóng triển khai ứng dụng cải tiến toàn bộ rađa K860 cho các đơn vị tên lửa để đối phó với máy bay B52.

## Khen thưởng
- Huân chương Quân công hạng ba
- Huân chương Chiến thắng hạng ba
- Huân chương Kháng chiến chống Mỹ, cứu nước hạng nhất
- Huân chương Chiến sĩ vẻ vang hạng nhất, nhì, ba
- Huy chương Quân kỳ Quyết thắng
- Huy hiệu 65 năm tuổi Đảng

Ngoài ra, ông còn được đơn vị đề nghị Nhà nước Việt Nam phong danh hiệu Anh hùng Lực lượng vũ trang nhân dân. Tuy nhiên,vì nhiều lý do liên quan đến bí mật quân sự cũng như đối ngoại nên đến nay ông vẫn chưa được truy tặng danh hiệu Anh hùng Lực lượng vũ trang nhân dân.